# Edinburgh, Leith and Granton Railway
Edinburgh, Leith and Newhaven Railway var ett järnvägsbolag som grundades 1836 med syftet att koppla ihop järnvägsnätet i Edinburgh med hamnarna i Firth of Forth. 1844 utvidgades järnvägsnätet till Granton vilket bidrog till ett namnbyte av bolaget till Edinburgh, Leith and Granton Railway.

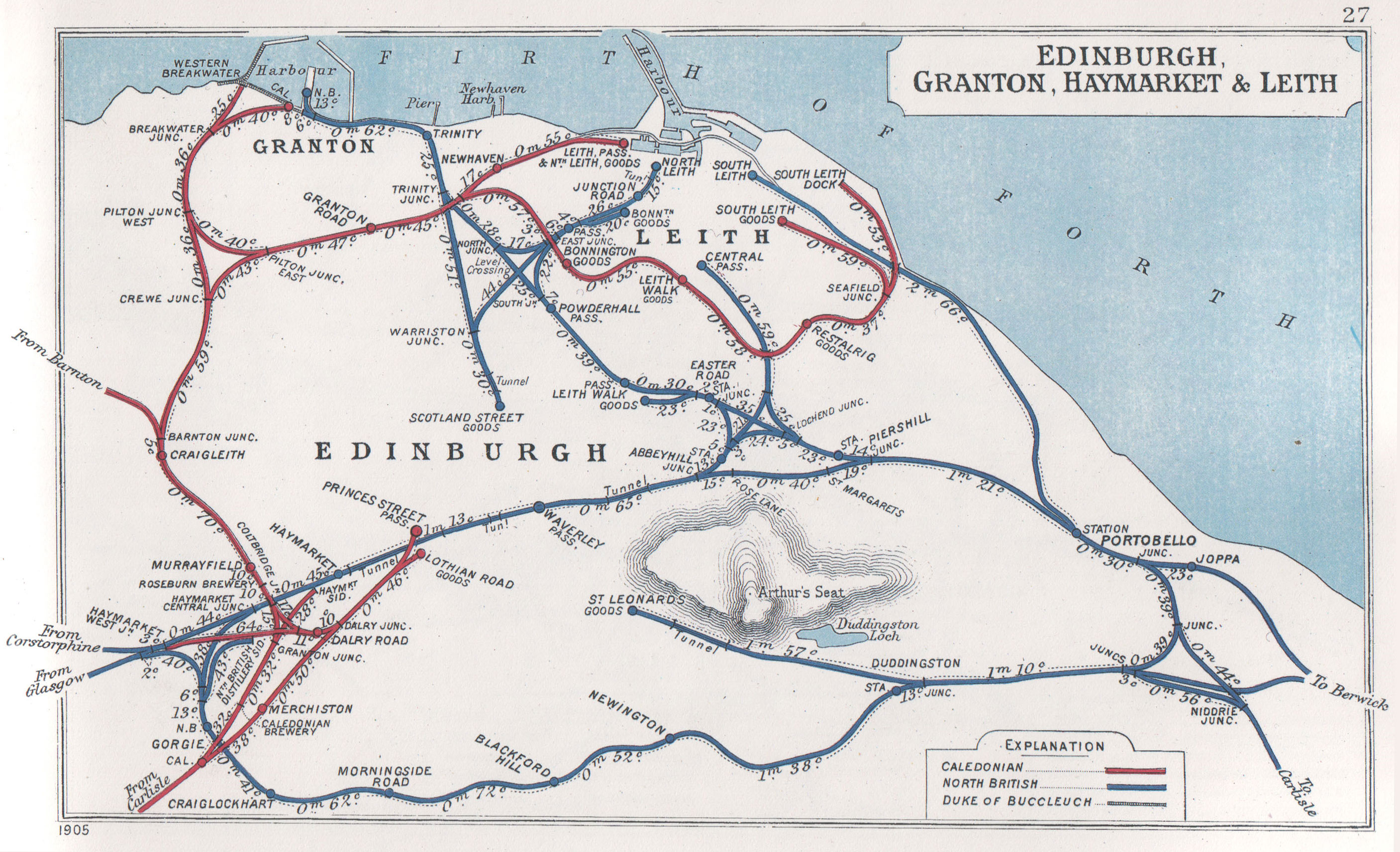
Järnvägsnätet i Edinburgh och Leith 1905.

## Historia
Huvudlinjen gick från Princes Street Gardens till Newhaven. En sidolinje byggdes till Leith. 
I oktober 1837 påbörjade Walter Montagu-Douglas-Scott, 5:e hertig av Buccleuch arbetet av en hamn i Granton. 
Herigen av Buccleuch inrättade en färjelinje från Granton till Burntisland 1844. Linjen överskuggade färjelinjer som utgick från Leith och Trinity över Forth. Eftersom järnvägsbolaget inte hade någon linje nära Granton var passagerarantalet lågt vilket föranledde till att bolaget skrev till parlamentet  gällande en förlängning till Granton. I juli 1844 fick bolaget godkänt av Kungahuset. 
När ny linje till Granton byggdes ut från Trinity ändrades bolagets namn till Edinburgh, Leith and Granton Railway.
Världens första tågfärjelinje grundades 3 februari 1850 och gick mellan Granton och Burntisland. Tågfärjeklaffen deisgnades av Thomas Bouch. Färjan hette Leviathan, ritad av Thomas Grainger. Färjelinjen drogs in 1876, dock fortsatte passagerartrafik på färja över Forth.

### Forthbron
En bro över Forth hade länge föreslagit eftersom tågfärjetrafiken var besvärlig. 1890 invigdes Forthbron, vilket omedelbart ersatte tågfärjetrafiken med undantag för vagnar som skulle till industrier i Burntisland och dess direkta omland. 

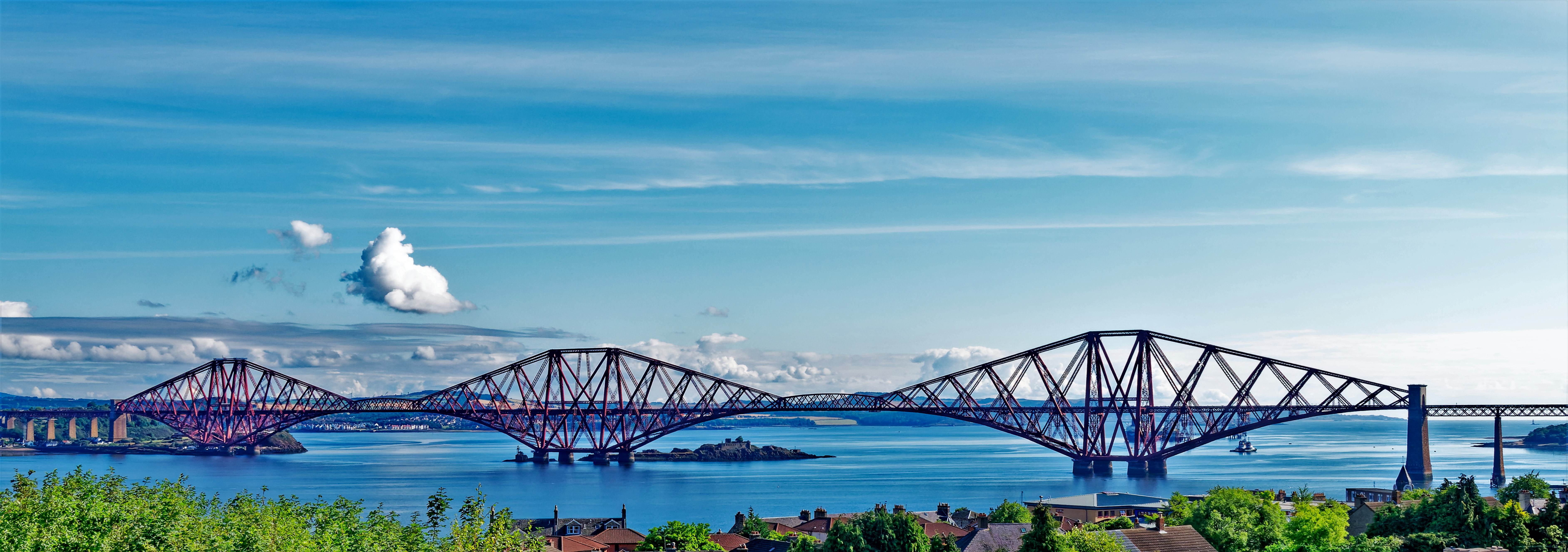
Forthbron